# 蘂取村
蘂取村（日语：／ Shibetoro mura */?）位於北方四島（南千島群島）的擇捉島東北部區域，是日本主張的領土中最北方的村。但在1945年二次大戰後遭蘇聯佔領，現實際上為俄羅斯所統治，行政區劃屬於遠東聯邦管區萨哈林州。但因日本至今仍然主張擁有主權，故在北海道根室振兴局下仍設有此行政區劃的建制，但並無任何實際上的運作。村名源自阿伊努語的「si-pet-or」，意思是有大河的地方。
日治時期，以蘂取河口的蘂取聚落為中心，設有村公所、禮堂、蘂取郵局、紗那警察署蘂取警察部長派出所、蘂取國民學校、官立驛遞等機關。除了蘂取聚落外，蘂取村內的官立驛遞設置地點還包括車篷須、曾木谷、茂世途、年琉璃。
蘇聯佔領後，將此地命名為，現在村內的大部分地區已被指定為自然保護區，連當地人都被限制進入。

## 沿革
- 1923年：蘂取村和乙今牛村合併為蘂取村，成為北海道二級村。[2]
- 1945年8月29日：被蘇聯佔領。